# Kit Kat
Kit Kat là một loại thanh kẹo phủ sô cô la sáng tạo bởi Rowntree tại York, Anh, và bây giờ được sản xuất trên toàn cầu bởi Nestlé (công ty này đã mua lại Rowntree năm 1988), ngoại trừ Hoa Kỳ, nơi nó được thực hiện theo giấy phép của Công ty kẹo H.B. Reese, một bộ phận của công ty Hershey. Một thanh kẹo thường có 2 hoặc 4 miếng, những miếng này có thể tách ra khỏi thanh kẹo dễ dàng. Kit Kat có ba lớp: sô cô la phủ bên ngoài, bên trong là bánh kem xốp. Có rất nhiều hương vị khác nhau của Kit Kat ngoài vị truyền thống như trà xanh, ca cao,... Riêng tại Nhật Bản có tới hơn 300 hương vị khác nhau như: kit kat táo shinshu (thành phố Nagano), kit kat sakura, vị mù tạt wasabi (tỉnh Shizuoka, zunda (vị đậu tương xanh của Nhật), imichi (vị ớt Cayenne), kit kat Raspberry (vị dâu dại tỉnh Osaka),...